# 陳俊廷
陳 俊廷（ちん しゅんてい、チェン・ジュンティン、英語: Chen Junting、2007年10月16日 - ）は、中華人民共和国の男子バドミントン選手。

## 経歴
同い年の劉峻栄とペアを組む。
2024年のアジアジュニア選手権で銅メダルを獲得した。